# باول فينيمور كوبر
باول فينيمور كوبر (بالإنجليزية: Paul Fenimore Cooper)‏ هو مترجم وكاتب للأطفال وكاتب أمريكي، ولد في 15 سبتمبر 1899 في ألباني في الولايات المتحدة، وتوفي في 20 يناير 1970 في كوبرستاون في الولايات المتحدة.